# هرميه (مهاباد)
قرية هرميه (بالكردية: ھەرمێ) هي إحدى القرى التابعة لـمنغور الشرقية في ريف قسم خليفان من مقاطعة مهاباد، في محافظة أذربیجان الغربیة الإيرانية.

## السكان
حسب إحصاءات سنة 2006، بلغ إجمالي السكان في هرميه 86 نسمة وعدد المساكن 8 مسكن. لغة سكان هرميه هي اللغة الكردية و هم من أهل السنة والجماعة والمذهب الشافعي.